# Laspuña
Laspuña (aragonesisch: A Espuña) ist ein spanischer Ort und eine Gemeinde im Norden der Provinz Huesca der Region Aragonien. Die Gemeinde gehört zur Comarca Sobrarbe. Laspuña hat auf einer Fläche von 45,52 km² im Jahre 2024 278 Einwohner. Zur Gemeinde gehören noch die Ortschaften Cesera, El Casal und Socastiello.

## Geographie
Laspuña liegt etwa 58 Kilometer nordöstlich von Huesca. Der Cinca begrenzt die Gemeinde im Westen. Im Gemeindegebiet liegt der Peña Montañesa mit 2295 Metern Höhe.

## Sehenswürdigkeiten
- Iglesia de Santiago (Jakobskirche) in Ceresa
- Ermita de la Fuente Santa

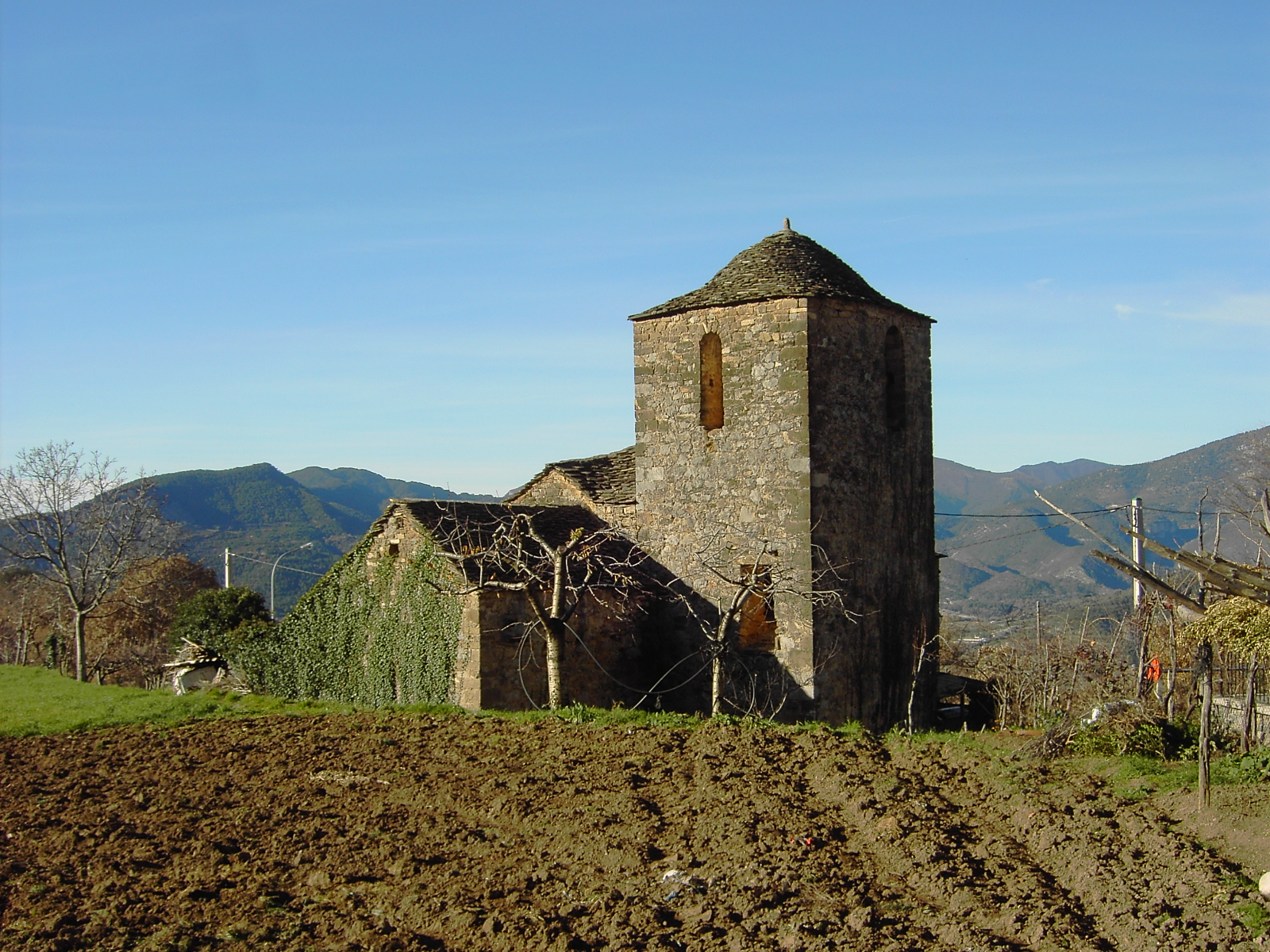
Iglesia de Santiago
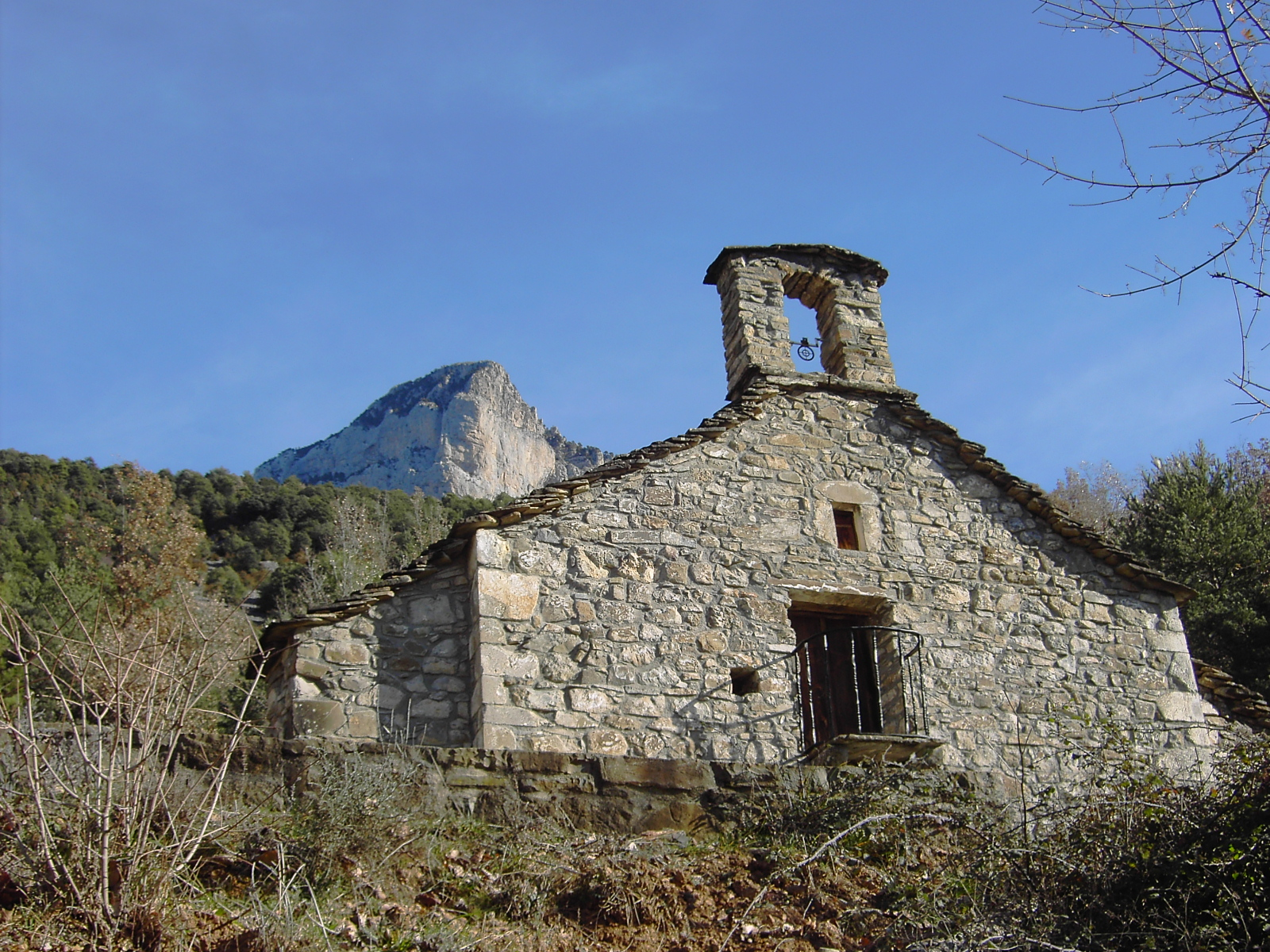
Ermita de la Fuente Santa